# Spartak (métro de Moscou)
Spartak (en russe : Спарта́к et en anglais : Spartak) est une station de la ligne Tagansko-Krasnopresnenskaïa (ligne 7 mauve) du métro de Moscou, située sur le territoire du raïon Pokrovskoïe-Strechnevo dans le district administratif nord-ouest de Moscou.

## Situation sur le réseau
Établie en souterrain, à 10 mètres sous le niveau du sol, la station Spartak est située au point 0160+46 de la ligne Tagansko-Krasnopresnenskaïa (ligne 7 mauve), entre les stations Touchinskaïa (en direction de Planernaïa) et Chtchoukinskaïa (en direction de Kotelniki).